# Alsószenterzsébet
Alsószenterzsébet is een plaats (község) en gemeente in het Hongaarse comitaat Zala. Alsószenterzsébet telt 92 inwoners (2001).